# Suso (cầu thủ bóng đá)
Jesús Joaquín Fernández Sáenz de la Torre (phát âm tiếng Tây Ban Nha: [xeˈsus xoaˈkim feɾˈnandeθ ˈsaenθ ðe la ˈtore];; sinh ngày 19 tháng 11 năm 1993), được gọi là [ˈsuso], là một cầu thủ bóng đá chuyên nghiệp người Tây Ban Nha thi đấu ở vị trí tiền vệ cánh cho Sevilla và đội tuyển quốc gia Tây Ban Nha.
Được tuyển chọn bởi câu lạc bộ Anh Liverpool khi còn là một thiếu niên, anh có trận đấu chuyên nghiệp đầu tiên ở đó vào năm 2012, thi đấu ít và dành một mùa cho mượn tại Almería trước khi gia nhập Milan vào tháng 1 năm 2015. Anh ấy đã được cho câu lạc bộ Serie A Genoa mượn vào tháng 1 năm 2016.

## Sự nghiệp câu lạc bộ
Suso đại diện cho Tây Ban Nha ở các cấp độ thanh thiếu niên khác nhau cho đến dưới 21 tuổi, giành chức vô địch UEFA châu Âu dưới 19 tuổiSuso gia nhập đội trẻ của Cádiz CF ở tuổi 12. Anh bắt đầu gây được sự chú ý khi là cầu thủ xuất sắc nhất trong 1 trận giao hữu trước mùa giải năm 2009 khi mới 15 tuổi. Suso ký hợp đồng với học viện Liverpool vào mùa hè năm 2010 sau khi từ chối lời mời của Barcelona và Real Madrid, anh cho biết "Tôi đã có ý định ký hợp đồng với Real Madrid nhưng một ngày trước đấy, điên thoại của tôi đã reo lên và Rafael Benítez ở đầu dây bên kia. Ông ấy đã thuyết phục tôi rằng Liverpool là câu lạc bộ phù hợp với tôi và sau đó tôi đã thay đổi kế hoạch của mình. Tôi đã quyết định chuyển đến Liverpool." Anh còn được huấn luyện viên Cádiz Quique González mô tả là "Một cậu bé với phẩm chất tuyệt vời, sút bóng tốt – Nhãn quan chiến thuật và khả năng chuyền bóng xuất sắc."

## Liverpool
Suso ban đầu gia nhập học viện Liverpool theo dạng cho mượn cho đến khi anh đủ tuổi để được cấp giấy phép thi đấu chuyên nghiệp. Ngày 19 tháng 11 năm 2010, anh đánh dấu sinh nhật thứ 17 bằng bản hợp đồng chuyên nghiệp đầu tiên với Lữ đoàn đỏ. Trước đó, anh có trận đầu tiên cho đội một trong trận giao hữu trước mùa giải gặp Borussia Mönchengladbach ngày 1 tháng 8 năm 2010, và còn tham dự trận đấu vinh danh Jamie Carragher vào ngày 4 tháng 9 năm 2010. Mùa giải 2010–11, anh có 17 trận thi đấu và 3 lần lập công cho học viên Liverpool. ở mùa giải kế tiếp, anh ghi được 5 bàn thắng trong 17 trận và còn 7 lần được thi đấu tại giải NextGen Series.

#### Mùa giải 2012–13
Suso được góp mặt trong đội hình Liverpool tham dự tour du đấu tại Mỹ và Canada vào tháng 7 năm 2012. Anh chỉ được hội ngộ với các đồng đội 2 ngày sau khi giành chức vô địch U-19 châu Âu với U19 Tây Ban Nha. Anh được vào sân ở hiệp 2 trong trận gặp Toronto, và đã gây ấn tượng với lối chơi toàn diện đầy nguy hiểm.

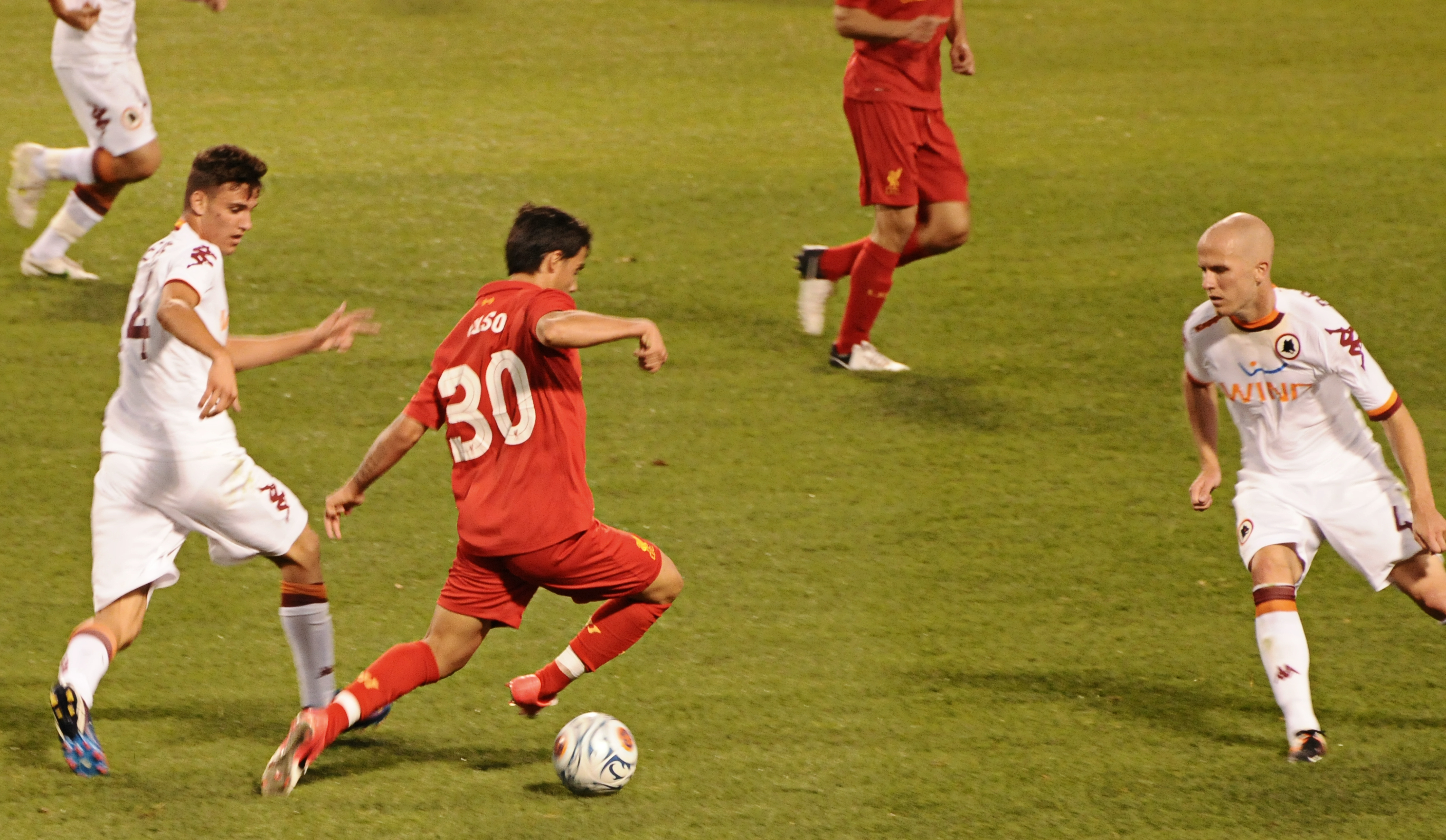
Suso trong trận giao hữu trước mùa giải gặp Roma tháng 7 năm 2012.

Ngày 20 tháng 9 năm 2012, Suso lần đầu thi đấu tại Europa League trong trận gặp Young Boys, anh đá đủ 90 phút và nhận được sự khen ngợi từ huấn luyện viên Brendan Rodgers. 3 ngày sau đó, Anh có trận đầu tiên tại Premier League khi vào sân thay Fabio Borini trong thất bại 2-1 trên sân Anfield trước Manchester United. Anh sau đó được thi đấu ở trận kế tiếp gặp West Bromwich Albion tại cúp liên đoàn, vào sân khi trận đấu chỉ còn 10 phút, Suso lập tức ghi dấu ấn khi xâm nhập trung lộ rồi có đường chuyền để Assaidi thoát xuống, thực hiện cú căng ngang chuẩn xác cho Sahin ghi bàn ấn định chiến thắng 2-1. Anh lần đầu góp mặt trong đội hình ra sân tại Premier League vào ngày 29 tháng 9 trong trận thắng 5–2 trước Norwich City, ở trận này anh đã có đường kiến tạo để Luis Suárez ghi bàn thắng thứ ba.
Ngày 19 tháng 10 năm 2012, Suso ký hợp đồng dài hạn mới với Liverpool, và nhận được lời khen từ huấn luyện viên Brendan Rodgers cho "sự trưởng thành và tận tụy" của anh.
Ngày 18 tháng 12 năm 2012, Suso bị liên đoàn bóng đá Anh phạt 10,000£ vì gọi đồng đội Jose Enrique là "gay" trên Twitter. Trả lời với báo chí, Suso nói rằng đó chỉ là một trò đùa.

## Sự nghiệp quốc tế
Suso từng thi đấu cho đội tuyển U17, U18, U19 và U21 Tây Ban Nha. Năm 2012, Suso đã thi đấu tất cả các trận tại giải bóng đá U19 châu Âu và đã giành được danh hiệu quốc tế đầu tiên của mình. Ngày 9 tháng 10 năm 2012, Suso lần đầu tiên được gọi lên ĐT U21 Tây Ban Nha cho trận đấu gặp Italy.

## Thống kê sự nghiệp
Tính đến 31 tháng 8 năm 2019.
| Câu lạc bộ          | Mùa giải            | Giải đấu            | Giải đấu | Giải đấu | Cúp quốc gia | Cúp quốc gia | Châu Âu | Châu Âu | Khác | Khác | Tổng cộng | Tổng cộng |
| Câu lạc bộ          | Mùa giải            | Hạng                | Trận     | Bàn      | Trận         | Bàn          | Trận    | Bàn     | Trận | Bàn  | Trận      | Bàn       |
| ------------------- | ------------------- | ------------------- | -------- | -------- | ------------ | ------------ | ------- | ------- | ---- | ---- | --------- | --------- |
| Liverpool           | 2012–13             | Premier League      | 14       | 0        | 1            | 0            | 4       | 0       | 1    | 0    | 20        | 0         |
| Liverpool           | 2014–15             | Premier League      | 0        | 0        | 0            | 0            | —       | —       | 1    | 1    | 1         | 1         |
| Tổng cộng           | Tổng cộng           | Tổng cộng           | 14       | 0        | 1            | 0            | 4       | 0       | 2    | 1    | 21        | 1         |
| Almería (mượn)      | 2013–14             | La Liga             | 33       | 3        | 2            | 0            | —       | —       | —    | —    | 35        | 3         |
| Tổng cộng           | Tổng cộng           | Tổng cộng           | 33       | 3        | 2            | 0            | —       | —       | —    | —    | 35        | 3         |
| Milan               | 2014–15             | Serie A             | 5        | 0        | 1            | 0            | —       | —       | —    | —    | 6         | 0         |
| Milan               | 2015–16             | Serie A             | 1        | 0        | 1            | 0            | —       | —       | —    | —    | 2         | 0         |
| Milan               | 2016–17             | Serie A             | 34       | 7        | 2            | 0            | —       | —       | 1    | 0    | 37        | 7         |
| Milan               | 2017–18             | Serie A             | 35       | 6        | 5            | 1            | 10      | 1       | –    | –    | 50        | 8         |
| Milan               | 2018–19             | Serie A             | 35       | 7        | 2            | 0            | 4       | 1       | –    | –    | 41        | 8         |
| Milan               | 2019–20             | Serie A             | 2        | 0        | 0            | 0            | —       | —       | —    | —    | 2         | 0         |
| Tổng cộng           | Tổng cộng           | Tổng cộng           | 112      | 20       | 11           | 1            | 14      | 2       | 1    | 0    | 138       | 23        |
| Genoa (mượn)        | 2015–16             | Serie A             | 19       | 6        | 0            | 0            | —       | —       | —    | —    | 19        | 6         |
| Tổng cộng           | Tổng cộng           | Tổng cộng           | 19       | 6        | 0            | 0            | —       | —       | —    | —    | 19        | 6         |
| Tổng cộng sự nghiệp | Tổng cộng sự nghiệp | Tổng cộng sự nghiệp | 178      | 29       | 16           | 2            | 18      | 2       | 1    | 0    | 213       | 33        |

### Quốc tế
Tính đến 8 tháng 9 năm 2019
| Tây Ban Nha | Tây Ban Nha | Tây Ban Nha |
| Năm         | Trận        | Bàn         |
| ----------- | ----------- | ----------- |
| 2017        | 1           | 0           |
| 2018        | 3           | 0           |
| 2019        | 1           | 0           |
| Tổng cộng   | 5           | 0           |

## Danh hiệu

### Câu lạc bộ
AC Milan
- Supercoppa Italiana: 2016

Sevilla
- UEFA Europa League: 2019–20, 2022–23
- UEFA-CONMEBOL Club Challenge: 2023[11]

### Đội tuyển quốc gia
U19 Tây Ban Nha
- Giải vô địch bóng đá U19 châu Âu: 2012